# Алексиева, Надежда
Надежда Алексиева (14 августа 1969, Димитровград) — болгарская биатлонистка, участница Кубка мира и Олимпийских игр.

## Биография
Родилась в городе Димтровграде 14 августа 1969 года. Закончила спортивное училище в Чепеларе, а затем Национальную спортивную академию по специальности «спортивный менеджмент». В 1986 году дебютировала на этапах Кубка мира по биатлону. Первую медаль соревнования завоевала 21 января 1988 года в спринте. В сезоне 1987/87 Алексиева заняла 3 место в общем зачёте Кубка мира, что является лучших достижением в истории болгарского биатлона.
Участвовала в Зимних Олимпийских играх 1992 и 1994 годов, дважды занимала четвёртое место и один раз — пятое. Выступала на чемпионатах мира по биатлону, завоевала три медали — серебро в эстафете в 1989 году, бронзу в командной гонке 1990 года и серебро в 1991 году в той же дисциплине. На Кубке мира завоевала две золотые и три серебряные медали. Спортивную карьеру завершила после сезона 1994/95. После ухода из спорта работала в Федерации биатлона Болгарии.